# Soundedit
Soundedit (Międzynarodowy Festiwal Producentów Muzycznych Soundedit, ang. International Festival of Music Producers and Sound Designers Soundedit) – organizowany w Łodzi, międzynarodowy festiwal producentów muzycznych, pierwsza tego typu impreza na świecie. Nagrodą przyznawaną w ramach festiwalu jest statuetka Człowieka ze Złotym Uchem.
Festiwal organizowany jest przez Fundację Art Industry, założoną przez Macieja Werka oraz Marcina Tercjaka. Prezesem zarządu Fundacji Art Industry i dyrektorem festiwalu Soundedit jest Maciej Werk.
Hasło Soundedit to: „I Am the Sound” („Jestem brzmieniem/dźwiękiem”).

## Cele festiwalu
Festiwal jest określany przez organizatorów jako próba docenienia pracy producentów muzycznych oraz realizatorów dźwięku. Podstawowe cele festiwalu, deklarowane przez organizatorów, to:

- stworzenie w Łodzi tradycyjnego miejsca dorocznych spotkań najwybitniejszych producentów muzycznych i inżynierów dźwięku (...).
- zbudowanie prestiżu nagrody Człowieka ze Złotym Uchem, tak by z czasem stała się wyróżnieniem znanym i pożądanym,
- organizacja koncertów wyjątkowych artystów, towarzyszących spotkaniom producentów.
- rozwijanie działalności edukacyjnej w obszarze muzyki i technik nagraniowych.
- stworzenie w Łodzi, mieście o wielkich muzycznych tradycjach, cyklicznej, ważnej i cenionej imprezy.

## Nagrody i nominacje
Festiwal Soundedit został wyróżniony:
- nominacją Energia Kultury 2009[7]
- nominacją Energia Kultury 2011[8]
- nagrodą Punkt dla Łodzi 2012[9]
- nominacją Armatka Kultury 2014[10]
- nagrodą Plaster Kultury 2015[11]
- nagrodą Łódzkie Sukcesu październik 2016[12]
- nagrodą Grand Prix Jazz Melomanii - Jazzowa Perła Roku/Wydarzenie Roku 2023
- źródło: Stowarzyszenie Jazzowe Melomani (jazz-melomani.pl)

## Edycje

### Soundedit’09

#### Czas i miejsce
Pierwsza edycja festiwalu, Soundedit '09, odbyła się w dniach 11-12 września 2009.
Wydarzenia festiwalowe odbywały się głównie w Klubie Wytwórnia i sąsiadujących z nią Toya Studios – największym w Polsce kompleksie nagraniowo/post-produkcyjnym oraz w klubie Łódź Kaliska, a także w studiu koncertowym Polskiego Radia Łódź S1 im. Henryka Debicha. Całe wydarzenie spotkało się ze wsparciem Marka Lanegana.

#### Koncerty, wernisaże i rozdanie nagród
Pierwszego dnia festiwalu, odbyło się Depeche Mode Party z udziałem m.in. Garetha Jonesa (współpracował m.in. z Nickiem Cavem i Depeche Mode) i Marka Sierockiego. Zorganizowano również wernisaż wystawy malarstwa i fotografii Gordona Raphaela (producent The Strokes, Reginy Spektor i Skin), „Beyond Music”, połączony z setem DJ-skim w wykonaniu artysty.
Następnego dnia odbyła się ceremonia rozdania nagród, poprowadzona przez Piotra Metza. Statuetki „Człowieka ze Złotym Uchem” przyznano:
- Danielowi Lanoisowi (kanadyjski producent, realizujący m.in. płyty U2 oraz Boba Dylana)[13][1].
- Garethowi Jonesowi[13][1],
- Grzegorzowi Ciechowskiemu (pośmiertnie)[13][1].

Nagrodę w imieniu zmarłego producenta odebrała jego córka, Weronika Ciechowska. Po gali miała miejsce projekcja filmu Daniela Lanoisa, Here Is What Is oraz pierwszy w Polsce koncert artysty (wraz z zespołem w składzie: Trixie Whitley, Jim Wilson, Brian Blade). Następnie odbyły się kolejno koncerty Adriana Sherwooda (artysta dub, współpracował m.in. z Sinéad O’Connor) z londyńskim MC Brother Culture i polskiej grupy Joint Venture Sound System.

#### Warsztaty i prezentacje
Darmowe warsztaty i wykłady obejmowały prezentacje technologii realizacji profesjonalnych nagrań w systemie home recordingu jak i warsztaty studyjne dla profesjonalistów. Zajęcia prowadzili: Adrian Sherwood, Boris Wilsdorf (współpracował z Einstürzende Neubauten), Daniel Lanois (podczas otwartej próby jego zespołu) oraz polscy producenci. Profesjonalne warsztaty z zastosowania oprogramowania Logic Studio poprowadził John Moores – trener Apple, znany gitarzysta, kompozytor i producent muzyczny.

### Soundedit’10

#### Czas i miejsce
Druga edycja festiwalu, Soundedit '10, odbyła się w dniach 10-12 września 2010. Koncerty, rozdanie nagród oraz część warsztatów odbyła się w Klubie Wytwórnia. Pozostałe warsztaty miały miejsce w Toya Studios, Filharmonii Łódzkiej oraz na terenie wytwórni Opus Film.
Miesiąc wcześniej, w dniach 6-8 sierpnia, podczas Off Festivalu 2010 (Katowice), w jednym z namiotów odbywała się promocja festiwalu Soundedit. W tym czasie rozdawano specjalną gazetę festiwalową Soundedit News, wyświetlono film o Danielu Lanois (wspomniany wyżej Here Is What Is), Paweł Cieślak (producent grupy 19 Wiosen) poprowadził warsztat „Produkcja off-muzyki po łódzku”, a także odbyła się prelekcja o Festiwalu Soundedit '10.

#### Koncerty, wernisaże i rozdanie nagród
Pierwszego dnia festiwalu Soundedit '10, wpierw wystąpiła norweska grupa rockowa, Serena-Maneesh. Następnie odbył się koncert brytyjskiego zespołu Tackhead, miksowany na żywo przez Adriana Sherwooda, gościa poprzedniej edycji festiwalu. Jest to rzadko koncertująca grupa, łącząca elementy funku, industrialu, hip-hopu oraz dubu. Na koniec zagrał Mad Professor z synem Joe Ariwą i artystą dancehallowym, Macka B.
Drugiego dnia odbyło się spotkanie z Peterem Hookiem (basista, kompozytor, współzałożyciel zespołów Joy Division i New Order), poświęcone kultowej płycie Unknown Pleasures. Poprowadził je Piotr Metz. Hook opowiadał o powstawaniu albumu i grał na żywo jego fragmenty. Następnie wystąpił na akustycznym koncercie Chris Olley – były lider grupy Six by Seven. Potem odbyła się gala wręczenia nagrody „Człowieka ze Złotym Uchem”, poprowadzona, tak jak rok wcześniej, przez Piotra Metza. Statuetki przyznano:
- Andrzejowi Smolikowi[15],
- Adrianowi Sherwoodowi[15],
- Martinowi Hannettowi (pośmiertnie, producent płyt Joy Division)[15].

Adrian Sherwood odebrał statuetkę przed galą. Nagrodę w imieniu zmarłego producenta odebrali Peter Hook oraz wieloletni współpracownik Hannetta, Chris Nagle (producent i inżynier dźwięku pracujący m.in. przy nagraniach grup Joy Division, New Order, Killing Joke oraz Magazine). Potem odbył się koncert Neila Hannona z grupy The Divine Comedy. Na koniec dnia odbyło się afterparty z dwoma setami DJ-skimi: Johana Agebjorna (szwedzki DJ i producent, znany m.in. z tanecznego projektu Sally Sapiro), a następnie Gordona Raphaela, który gościł także na poprzedniej edycji festiwalu.
Ostatniego dnia część koncertową otworzyła polska grupa, Marcinera Awaria, prowadzona przez perkusistę grupy Psychocukier – Marcina Awierianowa. Następnie zagrało angielskie, rockowo-folkowe trio Sweet Billy Pilgrim (ich płyta, Twice Born Men, wydana w wytwórni Samadhi Sound Davida Sylviana, zdobyła nominację do Mercury Prize 2009). Na koniec odbyło się afterparty.

#### Warsztaty i prezentacje
Publiczność festiwalowa mogła wziąć udział w spotkaniach z Andrzejem Smolikiem i Robinem Guthrie (producent, gitarzysta, współzałożyciel grupy Cocteau Twins, współtwórca wytwórni płytowej Bella Union).
Darmowe warsztaty prowadzili: Marek Walaszek („Wu Tang Clan – sekrety miksu nagrań”), Count (właśc. Mikael Eldridge, pracował m.in. przy nagraniach Radiohead, No Doubt, Run-D.M.C. i DJ Shadowa), Gordon Raphael, Mad Professor („Techniki Dubu”), Chris Nagle, Małgorzata Polańska („Realizacja nagrań muzyki klasycznej”), Polski Instytut Edukacji Audio („Sekrety PSP”), a także, jak w roku poprzednim, John Moores. Odbyły się również warsztaty i prezentacje „Tajniki pracy na analogu”, prezentacja rodzajów kompresji analogowej oraz prezentacje syntezatorów.

### Soundedit’11
Trzecia edycja festiwalu, Soundedit '11, odbyła się w dniach 28-30 października 2011. Główne wydarzenia festiwalowe miały miejsce w Teatrze Muzycznym.

#### Laureaci
Statuetki „Człowieka ze Złotym Uchem” otrzymali:
- Mark „Flood” Ellis,
- Daniel Miller (dyrektor wytwórni Mute Records),
- Adam Toczko.

Gala wręczenia nagród „Człowieka ze Złotym Uchem” odbyła się w drugi dzień festiwalu (29 października).
Pierwszego dnia festiwalu (28 października) wręczono „Złote Słuchawki”, otrzymali je:
- Piotr Metz – za „nieustanną pracę nad przybliżaniem Polakom wysokiej kultury popularnej świata”[20] – statuetkę otrzymał z rąk Roba Cassa (Abbey Road Records)[20]
- wytwórnia Kayax (którą reprezentowali Andrzej Smolik i Tomik Grewiński) – za „pełne pasji promowanie polskiej sceny muzycznej”[20]

#### Warsztaty, spotkania i koncerty
Warsztaty poprowadzili m.in. Mark „Flood” Ellis, Steve Levine, Adam Toczko, Andrzej Karp oraz Andrzej Puczyński.
Odbyły się także spotkania z Danielem Millerem (który także poprowadził swój DJ set) oraz z Robertem Cassem z Abbey Road Studios.
Na koncertach wystąpili m.in. Tanita Tikaram (28 października) oraz Anita Lipnicka (29 października, w zastępstwie Julee Cruise), której towarzyszyli Kid Congo i Khan (Can Oral).

#### Uliczna Galeria Dźwięku
Nowością podczas trzeciej edycji festiwalu Soundedit była „Uliczna Galeria Dźwięku” (Urban Sound Galery) – autorski projekt Fundacji Art Industry oraz Fundacji dla Kultury Lightcraft Kemyd (FdK LcK). W jego ramach, w dawnej piekarni przy ul. Piotrkowskiej 71 (przy Pasażu Rubinsteina), zbudowano "mobilne" studio nagraniowe. Od 20 do 30 października odbywały się w nim inauguracyjne sesje "na setkę" – w tym m.in. realizacje audycji radiowych "na żywo" – oraz warsztaty i prezentacje. Wśród około 20 wykonawców, którzy pojawili się w studiu Ulicznej Galerii Dźwięku były m.in. grupa Cool Kids of Death, L.Stadt oraz Psychocukier. Program Trzeci Polskiego Radia zrealizował w UGD dwugodzinną audycję na żywo, a Radio Łódź przygotowywało tamże codzienne relacje. Sesje realizowane w UGD mogli obserwować przechodnie oraz internauci. Opiekunem artystycznym projektu jest Andrzej Karp. 26-27 listopada tego samego roku UGD zorganizowała sesje w Warszawie.

### Soundedit’12
Czwarta edycja festiwalu, Soundedit '12, odbyła się w dniach 26-28 października 2012. Główne wydarzenia festiwalowe miały miejsce w Klubie Wytwórnia.

#### Laureaci
Statuetki „Człowieka ze Złotym Uchem” otrzymali:
- Martin „Youth” Glover – „za wizjonerstwo i pionierskie rozwiązania w dziedzinie produkcji muzycznej”[24][25] – nagrodę otrzymał z rąk Alana Wildera
- Józef B. Nowakowski (producent i realizator nagrań, gitarzysta basowy) – „za wybitne osiągnięcia w dziedzinie produkcji muzycznej”[25][24] – nagrodę otrzymał z rąk Roberta Brylewskiego i Tomasza Lipińskiego z Brygady Kryzys
- Steve Osborne – „za wizjonerstwo i pionierskie rozwiązania w produkcji muzycznej”[25][24] – nagrodę otrzymał z rąk Haynda Bendalla
- Tim Simenon (lider zespołu Bomb the Bass, producent albumu Ultra grupy Depeche Mode) – za produkcję albumu Shag Tobbaco (1995) Gavina Fridaya[25][24] – nagrodę otrzymał z rąk Gavina Fridaya
- Eugeniusz Rudnik – „za pionierskie osiągnięcia w dziedzinie produkcji muzycznej”[25][24] – nagrodę otrzymał z rąk dyrektora Narodowego Centrum Kultury, Krzysztofa Dudka

Gala wręczenia nagród „Człowieka ze Złotym Uchem” odbyła się w drugi dzień festiwalu (27 października). Poprowadził ją Piotr Metz.

#### Warsztaty, spotkania i koncerty
Warsztaty poprowadzili m.in. Igor Kruszewski, Haydn Bendall, Andy Jackson, Wojciech Pilichowski, Steve Osborne, Trevor Jackson i Władysław Komendarek. Odbyły się spotkania z Youthem, Brygadą Kryzys, Paulem Kendallem i Eugeniuszem Rudnikiem. Ostatniego dnia w Kinie Bałtyk miała miejsce projekcja filmu Recoil A Strange Hour in Budapest, po której nastąpiło spotkanie z Alanem Wilderem i Paulem Kendallem.
Pierwszego dnia odbyły się koncerty The Eden House, Davida J oraz – w formie afterparty – DJ set Youtha.
Drugiego dnia podczas afterparty swoje DJ sety zagrali: DJ Serafin, Tim Simenon oraz Trevor Jackson. Trzeciego dnia na koncertach wystąpili Brygada Kryzys i Gavin Friday a na zamykającym festiwal afterparty odbyły się DJ sety Daniela Myera i DJ Serafina.

### Soundedit’13
Piąta edycja festiwalu odbyła się w dniach 25-26 października 2013. Wszystkie wydarzenia festiwalowe miały miejsce w Klubie Wytwórnia.

#### Laureaci
Statuetki „Człowieka ze Złotym Uchem” otrzymali:
- Dan Austin „za wizjonerskie i pionierskie rozwiązania w produkcji muzycznej” – nagrodę otrzymał z rąk Steve’a Osborne’a[27]
- Haydn Bendall „za całokształt dokonań w dziedzinie produkcji muzycznej” – nieobecny na gali, odebrał nagrodę podczas porannych warsztatów[27]
- Władysław Komendarek – „za szczególną wrażliwość muzyczną”[28][27]
- Bill Laswell – „za pionierskie dokonania w dziedzinie produkcji muzycznej”[29] – nagrodę otrzymał z rąk Macieja Werka[27]

Gala wręczenia nagród „Człowieka ze Złotym Uchem” odbyła się w drugi dzień festiwalu (26 października). Poprowadził ją Piotr Metz.

#### Warsztaty, spotkania i koncerty
Warsztaty poprowadzili m.in. Piotr Dygasiewicz, Dawid Somló i Haydn Bendal. Odbyły się spotkania z Danem Austinem i Billem Laswellem.
Pierwszego dnia zagrały zespoły Six by Seven (nieobecnego z powodu złamanej ręki Stevena Hewitta zastąpił Łukasz Klaus znany z łódzkich grup Cool Kids of Death, NOT i 19 Wiosen) i Public Image Ltd Drugiego dnia Bill Laswell zaprezentował muzykę Philipa Glassa z filmu Koyaanisqatsi oraz odbył się koncert Marca Almonda.
Ponadto podczas gali wręczenia nagród odbyła się premiera filmu dokumentalnego Władysław Komendarek – W Kosmosie zawsze jest dobrze (reż. Dawid Brykalski i Marcin Nowak), zrealizowanego przez Fundację Art Industry.

### Soundedit’14
Szósta edycja festiwalu odbyła się w dniach 24 i 25 października 2014.

#### Laureaci
Statuetki „Człowieka ze Złotym Uchem” otrzymali:
- Karl Bartos – „za pionierskie dokonania w dziedzinie produkcji muzycznej”
- Howard Bernstein (Howie B) – „za pionierskie dokonania w dziedzinie produkcji muzycznej”
- John Cale – „za całokształt dokonań w dziedzinie produkcji muzycznej”
- Lech Janerka – „za szczególną wrażliwość muzyczną oraz kunszt słowa”

### Soundedit’15
Festiwal odbył się po raz siódmy w Łodzi w dniach 22-24 października 2015. Uczestnicy tej edycji mieli możliwość spotkania z Bobem Geldofem (rozmowa o organizacji „Live Aid” i pracy na planie filmu Ściana) i Rogerem Gloverem (o powstawaniu utworów „Smoke on the Water” i „Child in Time”). Na koncertach wystąpili: Orchestral Manoeuvres in the Dark (OMD), Bob Geldof, Władysław Komendarek, Kapitan Nemo, Józef Skrzek, Konrad Kucz, Ptaki, Das Moon, Little White Lies, K-essence, The Pau oraz Wojciech Waglewski i jego goście: Maria Peszek, Leszek Możdżer, Fisz, Emade, zespół Voo Voo.
24 października w łódzkim Klubie Wytwórnia odbył się pokaz niemego filmu Metropolis (1927) ze ścieżką dźwiękową graną na żywo. Muzykę na tę okazję skomponowali: Władysław Komendarek, Igor Gwadera oraz Agnieszka Makówka. Początkowo pokaz zaplanowany był jako „dzień wyjazdowy” do Zamku Cesarskiego w Poznaniu.

#### Laureaci
Statuetki „Człowieka ze Złotym Uchem” otrzymali:
- Leszek Biolik – za „szczególne dokonania w dziedzinie produkcji muzycznej”,
- Bob Geldof – za „wyjątkowe wykorzystanie muzyki dla pokojowych celów na świecie”,
- Roger Glover – za „całokształt dokonań w dziedzinie produkcji muzycznej” ,
- Józef Skrzek – za „szczególne dokonania w dziedzinie produkcji muzycznej”,
- Wojciech Waglewski – za „szczególne dokonania w dziedzinie produkcji muzycznej oraz kunszt słowa”.

### Soundedit’16
Ósma edycja festiwalu odbyła się w dniach 27-30 października 2016.

#### Soundedit Spotlight
Ósmą edycję festiwalu poprzedził „Soundedit Spotlight” czyli seria krótkich koncertów zorganizowanych w cztery niedzielne wieczory między 25 września a 16 października w studiu koncertowym Radia Łódź im. Henryka Debicha. Transmitowane były na żywo w trakcie audycji „Megafonia” Marcina Tercjaka. Wystąpili: Makabreski, Little White Lies, Daria Zawiałow, Jóga, Damian Ukeje, Futurelight, Dominika Barabas, Young Stadium Club.

#### Program festiwalu
Pierwszego dnia festiwalu (czwartek) zorganizowano tzw. dzień branżowy – poświęcony płatnym szkoleniom i warsztatom.
Drugiego dnia odbyły się darmowe warsztaty, spotkania, panele dyskusyjne oraz koncerty: Pin Park, A GIM, Kamp! i Atari Teenage Riot (zespół Aleca Empire’a).
Przedostatni dzień wypełniły kolejne, darmowe warsztaty i spotkania oraz gala rozdania nagród. Obok nagrody „Człowieka ze Złotym Uchem” została wręczona nagroda „Spotlight” – wyłoniona w plebiscycie Radia Łódź „Soundedit Spotlight”. Jej laureat wystąpił podczas gali na krótkim koncercie. Po uroczystości koncert zagrał Peter Murphy, a po nim Raz, Dwa, Trzy z gośćmi: Moniką Brodką, Dawidem Podsiadło, Kwartetem Henryka Miśkiewicza i Orkiestrą ICON.
Ostatniego dnia Brian Eno zaprezentował w Fabryce Sztuki instalację The Ship a Monika Brodka wystąpiła w Filharmonii Łódzkiej.
Dodatkowo, od 21 (czyli na kilka dni przed rozpoczęciem festiwalu) do 30 października, imprezie towarzyszyły projekcje filmów w łódzkim Kinie Bodo (przy ul. Rewolucji 1905 roku 78/80).

#### Laureaci
Statuetki „Człowieka ze Złotym Uchem” otrzymali:
- Brian Eno
- Alec Empire
- Adam Nowak
- George Martin (pośmiertnie)

Nagroda „Spotlight”:
- Daria Zawiałow

### Soundedit’17
Dziewiąta edycja festiwalu odbyła się w dniach 26-29 października 2017.

#### Program festiwalu
W czwartek 26 października Uniwersytet Łódzki oraz Festiwal Producentów Muzycznych wspólnie zorganizowali unikatową serię spotkań pt. "Rozmowy o wielowymiarowości sukcesu". Wybitni przedstawiciele nauki, sztuki i biznesu opowiadali o tym jak różne znaczenie może mieć słowo sukces. Tego samego dnia w Radiu Łódź w ramach Soundedit Spotlight odbył się koncert Hani Rani oraz spotkanie z Markiem Bilińskim.
W piątek 27 października w Łódzkim Towarzystwie Fotograficznym (ul. Piotrkowska 102) odbył się wernisaż wystawy Briana Griffina i premiera jego książki „Pop”. W Klubie Wytwórnia koncerty zagrali: Skalpel oraz Gary Numan, a afterparty poprowadził Daniel Miller.
W sobotę 28 października w Wytwórni odbył się warsztaty i spotkania, a wieczorem w klubie wystąpili: Marek Biliński, The Residents oraz Holy Holy. Tego samego dnia odbyła się uroczysta Gala wręczenia nagrody „Człowieka ze Złotym Uchem”.
W niedzielę 29 października została otwarta instalacja multimedialna Michaela Nymana „THE TWELVE-WALLED ROOM, a 12-screen video installation by Michael Nyman”. Artysta zagrał również tego samego dnia koncert w Filharmonii Łódzkiej.
Dodatkowo Festiwalowi Soundedit towarzyszyły projekcje filmów w łódzkim Kinie Bodo.

#### Laureaci
Statuetki „Człowieka ze Złotym Uchem” otrzymali:
- Marek Biliński – za „pionierskie dokonania w dziedzinie produkcji muzycznej”,
- Gary Numan – za „pionierskie dokonania w dziedzinie produkcji muzycznej”,
- Michael Nyman – za „szczególną wrażliwość muzyczną”,
- Tony Visconti – za „wybitne dokonania w dziedzinie produkcji muzycznej”.

### Soundedit’18
Jubileuszowa, dziesiąta edycja festiwalu odbyła się w dniach 25-28 października 2018.

#### Program festiwalu
Koncerty rozpoczęły się w Łodzi w czwartek 25 października. Na scenie Klubu Wytwórnia pojawił się zespół The Orb. Artyści poprzedzili występ formacji Orbital. Podczas aftertparty koncert zagrała Reni Jusis.
26 października w Klubie Wytwórnia koncertowy wieczór rozpoczęła grupa The Opposition. O 20:30 na scenie pojawiła się formacja Morcheeba. Podczas piątkowego afterparty wystąpiły zespoły: 19 Wiosen i Bielizna.
W sobotę 27 października o godz. 19:00 koncert zagrała Mery Spolsky. Po niej na scenie pojawił się finalista Soundedit Spotlight. O 20:30 rozpoczęła się Gala wręczenia nagrody „Człowieka ze Złotym Uchem”. Po niej koncert zagrała Katarzyna Nosowska razem ze Smolikiem. O 22:10 rozpoczął się występ Giorgio Morodera. Koncertową sobotę podsumował Andy Votel występując z projektem „Kleksploitation”.
Ostatni dzień Soundedit – 28 października był tym razem ukłonem w stronę młodszej publiczności oraz uhonorowaniem twórczości Andrzeja Korzyńskiego. W programie odbyły się – „Poranek z Panem Kleksem” oraz „Wieczór z Korzyńskim”.
Dodatkowo Festiwalowi Soundedit towarzyszyły projekcje filmów w łódzkim Kinie Bodo, wystawa prac Jo Mirowskiego oraz liczne warsztaty i wykłady.

#### Laureaci
Statuetki „Człowieka ze Złotym Uchem” otrzymali:
- Katarzyna Nosowska – za „szczególne dokonania w dziedzinie produkcji muzycznej oraz kunszt słowa”,
- Giorgio Moroder – za „całokształt dokonań w dziedzinie produkcji muzycznej”,
- Andrzej Korzyński – za „wybitne dokonania w dziedzinie produkcji muzycznej”.

### Soundedit’19
Jedenasta edycja festiwalu odbyła się w dniach 24-27 października 2019.

#### Program festiwalu

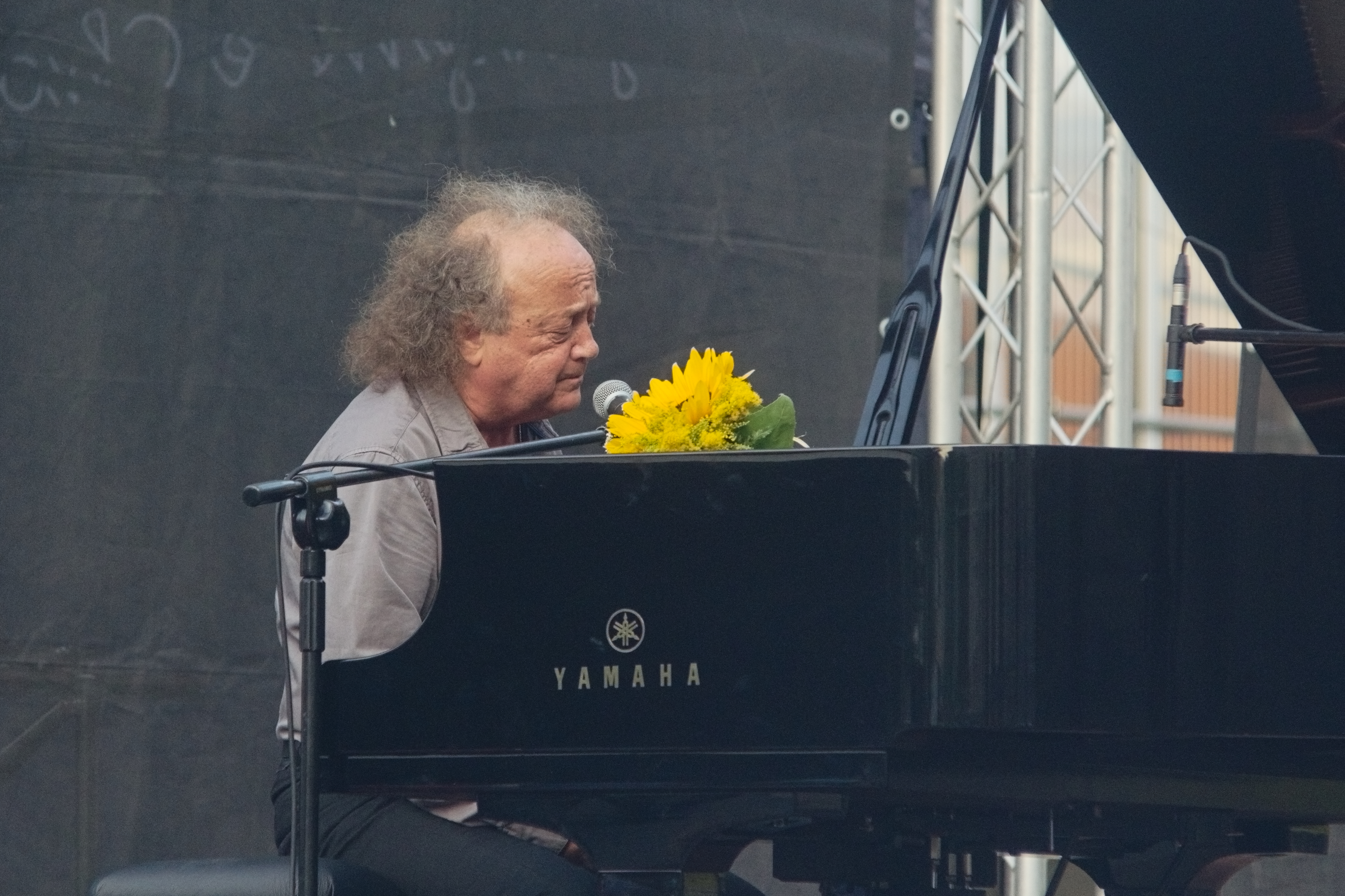
Koncert w Chorzowie, Fortepiany Wolności – Skrzek gra Skrzeka (2019)

Festiwal rozpoczął się w czwartek 24 października. W Klubie Wytwórnia koncert zagrały dwa łódzkie zespoły: Moskwa i Blitzkrieg.
25 października koncertowy wieczór w Klubie Wytwórnia rozpoczęła formacja Nitzer Ebb. Następnie na scenie pojawił się duet Deutsch Amerikanische Freundschaft. Piątkowe afterparty prowadziła Zamilska i DJ NO.107.
Sobota rozpoczęła się od występu Misi Furtak. Po niej na scenie pojawił się finalista Soundedit Spotlight – zespół Oreada. Następnie rozpoczęła się Gala wręczenia nagrody „Człowieka ze Złotym Uchem”. Jeden z laureatów – Mick Harvey po gali wykonał przełożone na język angielski utwory francuskiego barda Serge’a Gainsbourga. Koncertowy wieczór zakończył występ Stanisława Soyki i jego gości: Natalii Niemen oraz Czesława Mozila. Sobotnie afterparty to koncert Craiga Leona oraz występ z cyklu „Fortepiany Wolności” – Sokołowski i Jeziorski zagrali płytę „Apollo” Briana Eno.
Ostatni dzień Soundedit – 27 października ponownie był skierowany także w stronę młodszej publiczności. O godz. 10:00 w małej sali Klubu Wytwórnia rozpoczął się Marchewkowy Poranek, podczas którego prowadzone były warsztaty z budowania instrumentów i poszukiwania dźwięków. Następnie złożona z młodych muzyków grupa The Recyklofons wykonała utwory Lady Pank. Poranek zakończył się projekcją filmu „Jacek i Placek”. Festiwalowa niedziela była kontynuowana wieczorem – o godz. 17:00 odbyło się spotkanie z Janem Borysewiczem. Po spotkaniu zespół Lady Pank zagrał na żywo muzykę do filmu "Jacek i Placek".
Podczas Festiwalu Soundedit tradycyjnie nie zabrakło warsztatów, wykładów i szkoleń z zakresu produkcji muzycznej. Organizatorzy nawiązali współpracę z kilkudziesięcioma firmami i instytucjami, producentami oraz realizatorami którzy dzielili się fachową wiedzą i doświadczeniem związanym z realizacją nagrań, koncertów, sprzętem i oprogramowaniem.
Imprezą towarzyszącą festiwalowi był cykl koncertów „Fortepiany Wolności”, w ramach którego 3 sierpnia 2019 na Rynku w Chorzowie miał miejsce koncert Józefa Skrzeka zatytułowany „Skrzek gra Skrzeka”.

#### Laureaci
Statuetki „Człowieka ze Złotym Uchem” otrzymali:
- Steve Albini – za „całokształt dokonań w dziedzinie produkcji muzycznej”,
- Mick Harvey – za „wybitne dokonania w dziedzinie produkcji muzycznej”,
- Craig Leon – za „pionierskie dokonania w dziedzinie produkcji muzycznej”,
- Stanisław Soyka – za „szczególną wrażliwość muzyczną oraz kunszt słowa”,
- Jan Borysewicz – za „wybitne dokonania w dziedzinie produkcji i szczególną wrażliwość muzyczną”.

### Soundedit’20
Dwunasta edycja festiwalu odbyła się w dniach 22-25 października 2020.

#### Program festiwalu
Festiwal wystartował w czwartek 22 października. Otwarte zostały wtedy dwie wystawy fotograficzne: Wystawa prac Martyna Goddarda w Łódzkim Towarzystwie Fotograficznym oraz Wystawa Soundpictures w Galerii Pop Up.
23 października w Klubie Wytwórnia zorganizowane zostało „Rockowisko – Pamiętacie?” – projekcja filmu TVP z Rockowiska 86', rozmowa ze Zbigniewem Krzywańskim i Ziemkiem Kosmowskim, którą poprowadził Piotr Metz. Po projekcji odbyły się koncerty: Zed Kosmofsky oraz „Czarno-Białe Ślady” – Krzywański/Bończyk/Nowak grają Republikę. Dzięki transmisji na żywo w Internecie i TVP w Festiwalu mogli uczestniczyć fani z całej Polski.
Sobota (24 października) rozpoczęła się od koncertu laureata Soundedit Spotlight – zespołu Heima. Następnie odbyła się Gala wręczenia nagrody „Człowieka ze Złotym Uchem”. Po niej Wojciech Waglewski, Katarzyna Nosowska, Krzysztof Zalewski, Spięty, Kasai i VooVoo zagrali koncert „Anawa 2020”. Była to koncertowa premiera muzycznego wspomnienia płyty „Marek Grechuta & Anawa”. Wojciech Waglewski nagrał ten album ponownie, w nowych aranżacjach wraz ze wspaniałym garniturem gości.
Festiwalowa niedziela – 25 października – to koncert Rogera Eno w Debich Studio Radia Łódź oraz Wystawa fotograficzna „Łódź Noir” w klubie muzycznym Wooltora.
Jak co roku w trakcie Festiwalu Soundedit nie zabrakło warsztatów, wykładów i szkoleń z zakresu produkcji muzycznej. Tym razem jednak, z powodu pandemicznych obostrzeń, zostały one zorganizowane w formacie online, co zwiększyło ich zasięg i dostępność.

#### Laureaci
Statuetki „Człowieka ze Złotym Uchem” otrzymali:
- Jan Kanty Pawluśkiewicz – za „całokształt dokonań w dziedzinie produkcji muzycznej”,
- Roli Mosimann – za „pionierskie dokonania w dziedzinie produkcji muzycznej”.

### Soundedit’21
Trzynasta edycja festiwalu odbyła się w dniach 21-24 października 2021.

#### Program festiwalu
Festiwal rozpoczął się w czwartek 21 października koncertem upamiętniającym 50. rocznicę wydania przez zespół The Doors albumu „L.A. Woman”. Utwory zagrała orkiestra pod kierownictwem Marcina Zabrockiego, w której wystąpili m.in.: Tomasz Organek, Waluś, Jakub Stankiewicz i Elżbieta Mielczarek. Następnie na scenie pojawiła się łódzka kapela Jezabel Jazz.
22 października był dniem gwiazd Soundedit. W Klubie Wytwórnia koncerty zagrali: Marc Almond i Midge Ure.
Festiwalowa Sobota (23 października) upłynęła pod znakiem koncertów w ramach Soundedit Spotlight – to projekt prezentujący artystów rodzimej sceny muzycznej. Tym razem został on poświęcony najciekawszym wykonawcom, którzy wydali swoje płyty w czasie trwania pandemii. Na scenie pojawili się wskazani przez dziennikarzy muzycznych artyści: Wolska, Bluszcz, Morświn, Blokowisko i Oxford Drama. Po nich koncert zagrał Tomek Lipiński (Tilt, Brygada Kryzys, Izrael), a dzień zamknął występ Baascha. W sobotę odbyła się również Gala wręczenia nagrody „Człowieka ze Złotym Uchem”.
W niedzielę „Soundedit” upamiętnił postać i twórczość Stanisława Lema, proponując fanom projekt duetu Skalpel pt. „Planetarium Lema”. Ostatnim akcentem festiwalu była projekcja filmu i spotkanie z Lydią Lunch, jedną z czołowych postaci nowojorskiego ruchu no wave.
Tradycyjnie podczas Festiwalu Soundedit nie zabrakło warsztatów, wykładów i szkoleń z zakresu produkcji muzycznej.

#### Laureaci
Statuetki „Człowieka ze Złotym Uchem” otrzymali:
- Midge Ure – za „całokształt dokonań w dziedzinie produkcji muzycznej”,
- Skalpel (Marcin Cichy i Igor Pudło) – za „pionierskie dokonania w dziedzinie produkcji muzycznej”,
- Tomasz Lipiński – za „szczególną wrażliwość muzyczną i kunszt słowa”.

### Soundedit’22
Czternasta edycja festiwalu odbyła się w dniach 3-5 listopada 2022.

#### Program festiwalu
Koncerty rozpoczęły się w Klubie Wytwórnia w czwartek 3 listopada. Dzień ten był poświęcony łódzkim artystom. Zagrali: Cool Kids Of Death, Mona Polaski, Salvezza, L.Stadt i Psychocukier.
W piątek (4 listopada) na scenie klubu o godz. 19.00 pojawią się: Dezerter, Bad Breeding, Interrobang?!, Test Department, Hańba! i Zespół Sztylety.
W piątek odbył się również event „Play Fair” - całodniowe spotkania, panele i dyskusje, w ramach których organizatorzy chcieli zrewidować sposób, w jaki planują, organizują i komunikują wydarzenia kulturalne.
Ostatni dzień festiwalu – sobota (5 listopada) – to spotkania z laureatami nagrody Człowieka ze Złotym Uchem, a także z wieloletnim współpracownikiem Depeche Mode, muzykiem Permafrost i szefem wytwórni Archangelo Music – Darylem Bamonte. Sobotnie koncerty rozpoczęły się o godz. 18.00. Na scenie klubu pojawili się: Barry Adamson, Crime and The City Solution, Leftfield, debiutująca Ania Leon, Anieli oraz Bokka. Kulminacyjnym punktem była uroczysta Gala, podczas której wręczono statuetki „Człowieka ze Złotym Uchem”.
Jak zwykle podczas Festiwalu Soundedit nie zabrakło warsztatów, wykładów i szkoleń z zakresu produkcji muzycznej.

#### Laureaci
Statuetki „Człowieka ze Złotym Uchem” otrzymali:
- Barry Adamson – za "pionierskie dokonania w dziedzinie produkcji muzycznej",
- Nick Mason – za "wybitne dokonania w dziedzinie produkcji muzycznej",
- Piotr Madziar – za "wybitne dokonania w dziedzinie produkcji muzycznej",
- Leszek Kamiński – za "wybitne dokonania w dziedzinie produkcji muzycznej".

### Soundedit’23
Piętnasta edycja festiwalu odbyła się w Łodzi, w klubie Wytwórnia oraz hotelu DoubleTree by Hilton  w dniach 11-14 listopada 2023.

#### Program festiwalu
Koncerty rozpoczęły się w Klubie Wytwórnia w sobotę 11 listopada. Zagrali: The Virginmarys oraz The Sisters Of Mercy. Z powodu choroby członka zespołu na festiwal nie dotarł Blixa Bargeld. Koncert był całkowicie wyprzedany.
W niedzielę (12 listopada) na scenie klubu wystąpili: Karimski Club dla dzieci "Kuba i Śruba", Bolewski & Tubis (gościnnie Zbigniew Krzywański) Gala wręczenia nagrody "Człowieka ze Złotym Uchem" połączona z krótkim występem Michała Urbaniaka, Hania Rani 
Podobnie jak w dniu poprzednim koncerty były całkowicie wyprzedane.
12 listopada odbył się również szereg spotkań, warsztatów i wykładów. Gośćmi festiwalu byli, m.in.: Mariusz Duda, Michał Urbaniak, Stanisław Trzciński, Karolina Jakubowska, Irena Hussar, Brian Griffin.
13 i 14 listopada to dni, podczas których odbyły się warsztaty branżowe. Było ich ponad 100, udział w nich był bezpłatny. Wzięło w nich udział łącznie ok. 900 osób. Warsztaty miały swoją edycję również we wrześniu 2023. Udział w nich również był bezpłatny i cieszyły się dużym powodzeniem. Festiwal Soundedit poprzedził również koncert Lisy Gerrard i Julesa Maxwella. Wydarzenie odbyło się 1 lipca w Teatrze Wielkim w Łodzi i było całkowiecie wyprzedane. Wydarzeniami towarzyszącymi Soundedit był cykl kameralnych koncertów "Fortepiany Wolności" oraz wydarzeń "Muzyczna Łódź - 600".

#### Laureaci
Statuetki „Człowieka ze Złotym Uchem” otrzymali:
Hania Rani w uznaniu za „szczególną wrażliwość muzyczną";
Michał Urbaniak w uznaniu za „wybitne dokonania w dziedzinie produkcji muzycznej";
Irena Hussar w uznaniu za „wybitne dokonania w dziedzinie montażu dźwięku".

### Soundedit’24
Szesnasta edycja festiwalu odbyła się w Łodzi, w klubie Wytwórnia oraz hotelu DoubleTree by Hilton  w dniach 25-29 października 2024.

#### Program festiwalu
Koncerty rozpoczęły się w Klubie Wytwórnia w piątek 25 października, zagrali: Natalia Niemen z gościnnym udziałem Wojciecha Waglewskiego i Krzysztofa Zalewskiego w programie "Niemen znany i mniej znany". Koncert poprzedziło spotkanie z Małgorzatą Niemen i Wojciechem Waglewskim, które poprowadził Marcin Tercjak. Po spotkaniu na ręce Pani Niemen wręczona została statuetka "Człowieka ze Złotycm Uchem" dla Czesława Niemena.
Następnie koncerty zagrali: Matylda/Łukasiewicz i laureaci Soundedit Spotlight'24 - zespół Potato Stonks.
W sobotę 26 października zagrali: duet Smolik//Kev Fox, Nouvelle Vague,projekt specjalny - „Band On The Run – Live” oraz Woods Of Birnam. Odbyła się też gala wręczenia nagrody "Człowieka ze Złotym Uchem".
W niedzielę 27 października na scenie klubu wystąpili: Justin Sullivan & Dean White (New Model Army), The Wolfgang Press, Clan of Xymox i Juno Reactor.
W poniedziałek 27 października w Debich Studio w Radio Łódź, koncert zagrali Jules Maxwell i Lina_.
26, 27 i 28 października to dni, podczas których odbyły się warsztaty i szkolenia branżowe. Było ich ponad 120, udział w nich był bezpłatny. Wzięło w nich udział łącznie ponad 1000 osób. Wydarzeniami towarzyszącymi Soundedit był cykl kameralnych koncertów "Fortepiany Wolności" oraz cykl spotkań "Muzyczna Łódź".

#### Laureaci
Statuetki „Człowieka ze Złotym Uchem” otrzymali:
Chris Thomas w uznaniu za „pionierskie dokonania w dziedzinie produkcji muzycznej";
Steve Lyon w uznaniu za „pionierskie dokonania w dziedzinie produkcji muzycznej";
Czesław Niemen (pośmiertnie) w uznaniu za „pionierskie dokonania w dziedzinie produkcji muzycznej";